# Физико-математический факультет Санкт-Петербургского университета
Фи́зико-математи́ческий факульте́т — один из трёх первых факультетов Санкт-Петербургского (впоследствии — Петроградского, Ленинградского и Санкт-Петербургского государственного) университета.

## История

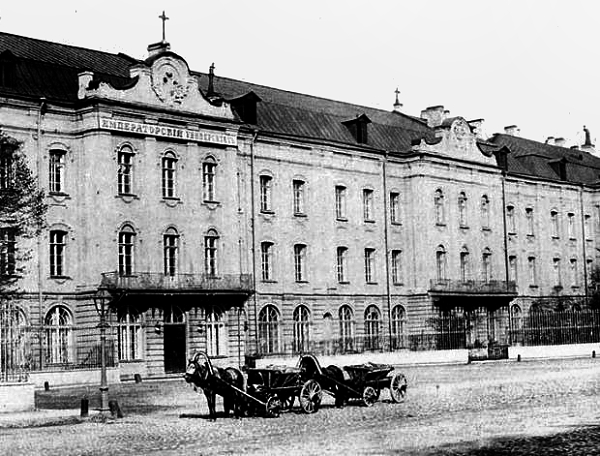
Здание Университета в 1900 г.

Факультет был основан 8 февраля 1819 года. В этот день императором Александром I был подписан указ, предписывавший создание (а точнее, воссоздание) Санкт-Петербургского университета в составе трёх факультетов: физико-математического, историко-филологического и философско-юридического.
Физико-математический факультет просуществовал более ста лет, пока в конце 20-х — начале 30-х годов XX века на его месте не возник целый ряд новых факультетов — химический (1929), биологический (1930), геологический (1932), физический (1933) и математико-механический (1933).
Среди выпускников факультета — лауреаты Нобелевской премии по физиологии или медицине И. П. Павлов, по химии Н. Н. Семенов и по физике Л. Д. Ландау.

### Хронология[1]
- 1819 год, 14 февраля: в здании Двенадцати коллегий состоялся торжественный акт открытия Санкт-Петербургского университета.
- 1820 год, 2 марта: физико-математический факультет разделен на два разряда: физико-математический и естествоиспытательский.
- 1839 год: при физико-математическом факультете начинает функционировать Реальное отделение (по 1853 год), имевшее задачей подготовку преподавателей технических дисциплин для высших технических учебных заведений.
- 1877 год: по инициативе профессора И. М. Сеченова физико-математический факультет регламентировал для естественного отделения следующие самостоятельные специальности: химия, биология, физиология и агрономия.
- 1916 год: организовано химическое отделение физико-математического факультета.
- 1919 год: Д. С. Рождественский создал на факультете физическое отделение со своим Учёным Советом и отдельным учебным планом[2].
- 1919 год: Ф. Ю. Левинсон-Лессинг создал на факультете геолого-минералогическое отделение[3].
- 1929 год, 18 июня: постановлением СНК РСФСР на базе химического отделения физико-математического факультета создан химический факультет.
- 1930 год, май: на базе биологического отделения физико-математического факультета организован биологический факультет.
- 1930 год, 28 июня: геологическая специальность физико-математического факультета передана в Ленинградский горный институт (в сентябре 1931 года преподавание геологических дисциплин возвращено в Университет, а в 1932 году создан геологический факультет[3]).
- 1931 год, 28 апреля: постановлением народного комиссариата просвещения в университете введена новая структура: упразднены все факультеты, отделения и кафедры (за исключением социально-экономических), а вместо них организованы 8 секторов подготовки кадров — математиков и механиков, физиков, геофизиков, географов, почвоведов и ботаников, физиологов, зоологов, химиков.
- 1932 год, сентябрь: принято решение о возврате университета к факультетской системе.
- 1933 год, 14 апреля: в процессе воссоздания факультетской структуры в университете на базе физического отделения физико-математического факультета приказом ректора № 191 создан физический факультет[2].
- 1933 год, июнь: образован факультет математики и механики.

## Структура

#### Естественное отделение
- Кафедра минералогии
- Кафедра геологии
- Кафедра сельского хозяйства

На 1 января 1871 года на естественном отделении факультета училось 106 студентов. В это же время на юридическом факультете было 792 студента.

## Выпускники
- 1819—1917: Выпускники физико-математического факультета Императорского Санкт-Петербургского университета
- 1918—1933: Выпускники физико-математического факультета Санкт-Петербургского университета

## Общества при факультете

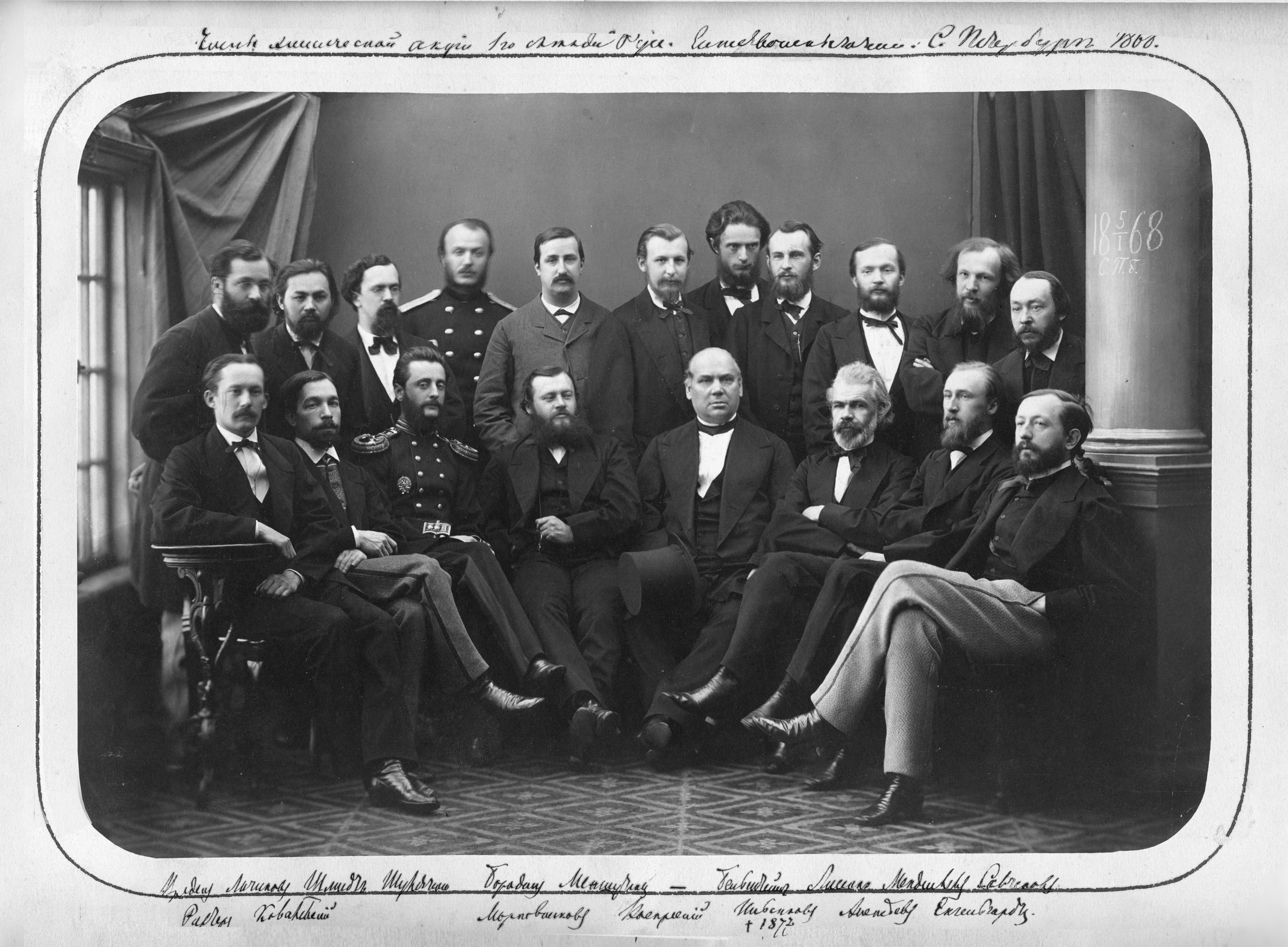
Русское химическое общество

- 1868 — Санкт-Петербургское общество естествоиспытателей
- 1869 — Русское Химическое общество, с 1878 г. — Русское Физико-Химическое общество